# Bistum Maldonado-Punta del Este-Minas
Das Bistum Maldonado-Punta del Este-Minas (lateinisch Dioecesis Maldonadensis-Orientalis Orae-Fodinensis, spanisch Diócesis de Maldonado-Punta del Este-Minas) ist ein in Uruguay gelegenes römisch-katholisches Bistum mit Sitz in Maldonado. Es ist kirchenrechtlich und organisatorisch dem Erzbistum Montevideo als Suffraganbistum zugeordnet.

## Geschichte
Aus dem Bistum Minas hervorgegangen, wurde das Bistum Maldonado-Punta del Este am 10. Januar 1966 errichtet. In den fünfzehn Pfarreien leben etwa 155.000 römisch-katholische Christen. Pastoral werden sie von zehn Diözesanpriestern, neun Ordenspriestern, elf Diakonen im Ständigen Diakonat unter der Mithilfe von 25 Ordensschwestern und 13 Ordensbrüdern betreut.
Am 2. März 2020 verfügte Papst Franziskus die Vereinigung des Bistums mit dem Bistum Minas und die Umbenennung in Bistum Maldonado-Punta del Este-Minas. Der bisherige Bischof von Maldonado-Punta del Este, Milton Luis Tróccoli Cebedio, wurde zum Bischof der vereinigten Diözese ernannt.

## Bischöfe
- Antonio Corso (1966–1985)
- Rodolfo Pedro Wirz Kraemer (1985–2018)
- Milton Luis Tróccoli Cebedio (seit 2018)